# 李树深
李树深（1963年3月—），男，河北保定人，中国物理学家。曾任中国科学院半导体研究所所长、党委书记，中国科学院副院长、党组成员，中国科学院大学校长。主要从事半导体器件物理研究。

## 生平
1963年生于河北保定，1983年毕业于河北师范大学，1989年、1996年先后在西南交通大学和中国科学院半导体研究所获硕士和博士学位。
2011年当选为中国科学院院士。2015年11月，当选为发展中国家科学院（TWAS）院士。
2017年12月，任中国科学院副院长。2018年4月，接替丁仲礼担任中国科学院大学校长。
2023年2月，当选第十四届全国人大代表。2023年3月，不再担任中国科学院副院长。同年5月，不再担任中国科学院大学校长。